# Sankt Barbara im Mürztal
Sankt Barbara im Mürztal è un comune austriaco di 6 793 abitanti nel distretto di Bruck-Mürzzuschlag, in Stiria. È stato creato il 1º gennaio 2015 dalla fusione dei precedenti comuni di Mitterdorf im Mürztal, Veitsch e Wartberg im Mürztal e ha lo status di comune mercato (Marktgemeinde); capoluogo comunale è Mitterdorf im Mürztal.